# 奧克爾維利河 (奧赫塔河支流)
59°56′3.84″N 30°25′17.4″E / 59.9344000°N 30.421500°E

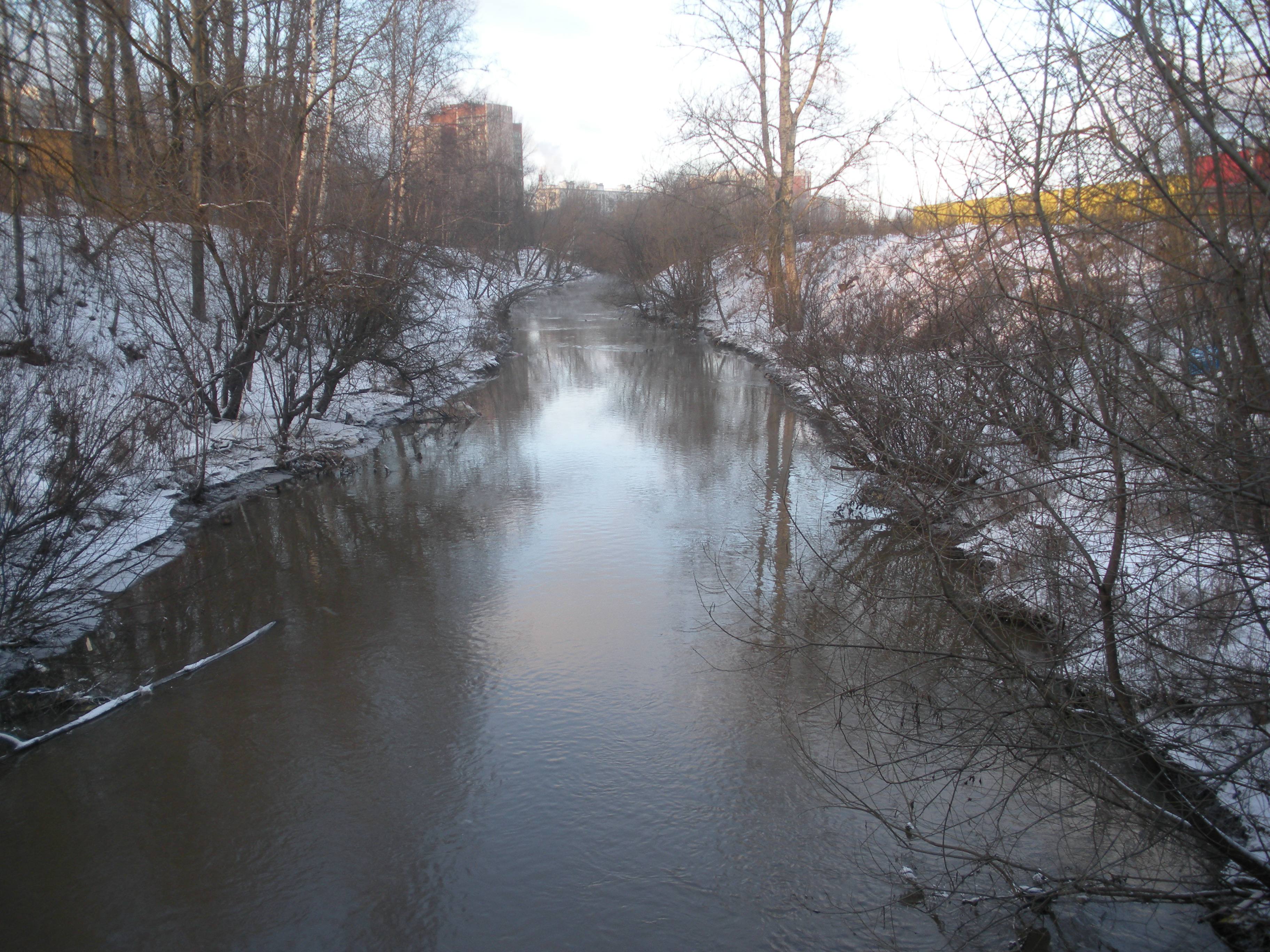

奧克爾維利河（俄语：Оккервиль），是俄羅斯的河流，位於該國西部列寧格勒州，屬於奧赫塔河的左支流，流經聖彼得堡東部，河道全長18公里、寬1.5至25米。